# Muhammad Aurangzeb

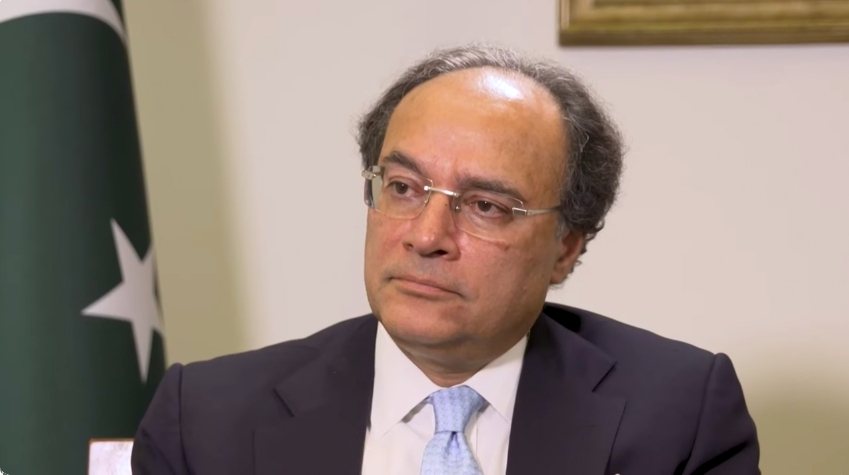
Muhammad Aurangzeb

Muhammad Aurangzeb (* Juni 1964) ist ein pakistanischer Banker und seit dem 11. März 2024 Finanzminister. Zuvor war er von Februar 2018 bis März 2024 Geschäftsführer (CEO) und Präsident der Habib Bank Limited.

## Leben
Sein Vater war Chaudhry Muhammad Farooq Ramday, ein ehemaliger Generalstaatsanwalt Pakistans.
Aurangzeb besuchte das Aitchison College in Lahore und erhielt später ein Aga-Khan-Stipendium für ein Studium an der Wharton School der University of Pennsylvania. Dort studierte er Naturwissenschaften (Bachelor in Science) und Wirtschaft (MBA).

## Karriere
Aurangzeb begann seine Karriere bei der Citibank, zuerst in Pakistan und dann in New York. Im Jahr 2001 wechselte er zur niederländischen Bank ABN AMRO in Pakistan, wo er Country Manager war. Er wechselte dann für acht Jahre an den Hauptsitz von ABN Amro in Amsterdam, wo er Leiter des globalen Großkunden- und Geschäftskundengeschäfts war. Danach setzte er seine Karriere bei der Royal Bank of Scotland fort. Dort war er bis Dezember 2010 als Head of Global Banking and Markets in Südostasien sowie als Country Executive für Singapur tätig.
2011 wechselte Aurangzeb zu J.P. Morgan als Leiter der asiatisch-pazifischen Unternehmensabteilung der Bank in Singapur, wo er bis 2018 tätig war.
Im Februar 2018 wurde Aurangzeb Geschäftsführer und Präsident der Habib Bank.